# 阮玉嫻嫣
安盛公主阮玉嫻嫣（越南语：／；1824年—1899年以後），越南阮朝紹治帝第次女，生母令妃阮氏任。

## 生平
明命初，阮玉嫻嫣在順化京城出生。紹治六年（1846年）正月，下嫁武牢侯謝光巨次子謝光恩。嗣德初，嗣德帝封嫻嫣為安盛公主。安盛公主去世年份待考，不過可以確定成泰十一年（1899年）時仍然在世。
安盛公主子女情況不詳。

## 影視形象
| 演員   | 年份   | 影視作品 | 備註  |
| 玉蘭薇 | 2019年 | 《鳳扣》 | [ 2 ] |